# Laura Story
Laura Story (Spartanburg, Carolina del Sur, Estados Unidos) es una cantante solista y compositora de música cristiana ganadora del Grammy. Ha realizado cuatro producciones y ha sido nominada a varios premios entre ellos, los Premios Grammy y los GMA Dove Awards. Su sencillo «Blessings» alcanzó el primer lugar del listado de Christian Songs de Billboard y es uno de sus principales éxitos. También ejerce labores ministeriales en Perimeter Church en Atlanta.

## Trayectoria
Laura Story es cristiana desde los diez años. Inició su carrera musical en 1996, cuando conoció a Shane Williams, guitarrista y vocalista de la banda Silers Bald en la Universidad Internacional de Columbia. Williams le preguntó si le interesaría unirse a la banda, a lo cual Laura accedió y se convirtió en la bajista del grupo. Silers Bald lanzó cuatro álbumes independientes mientras Story estuvo entre sus integrantes. Cuando la banda estuvo cerca de firmar con Essential Records, Story decidió tomar otro rumbo y dejó la agrupación en 2002 para centrarse en su carrera como solista. Su primera producción se tituló Indescribable y fue lanzada de manera independiente ese mismo año. 
La canción que da nombre al álbum fue grabada por Chris Tomlin en su disco Arriving. Esta versión se posicionó en el segundo lugar de la lista musical de Christian Songs de Billboard y fue incluida en el álbum de compilación Passion: How Great Is Our God. Avalon también interpretó su propia versión de «Indescribable» para WOW Worship: Aqua de 2006.
En 2005, Story lanzó There Is Nothing, su segundo álbum independiente producido por Ed Cash y Mitch Dane. Ese mismo año se casó con el atleta Martin Elvington y se mudó a Atlanta, Georgia para obrar como líder de alabanza y adoración en Perimeter Church, un ministerio de 4.000 miembros. El año siguiente, Story firmó contrato con INO Records y dos años después, lanzó su tercer proyecto, Great God Who Saves, también bajo la producción de Ed Cash. El álbum ganó un Premio Dove en la categoría de álbum inspiracional del año.

### Blessings
En mayo de 2011, Story lanzó su cuarto álbum de estudio, titulado Blessings. Es su producción más exitosa hasta la fecha, habiendo debutado en la segunda posición de Christian Albums de Billboard, la más alta posición de un álbum de Story en un listado. En junio lanzó el sencillo «Blessings», que llegó al primer lugar de Christian Songs, convirtiéndose en el primer tema de Story que alcanza dicha posición. Parte de la canción está inspirada en la recuperación de su esposo, que sufrió un tumor cerebral y fue hospitalizado.
Story fue nominada a los Premios Grammy de 2012 y resultó ganadora en la categoría de mejor canción de música cristiana contemporánea por «Blessings». De igual manera, fue elegida como canción del año en los GMA Dove Awards. El álbum, se llevó el premio al álbum pop/contemporáneo del año, mientras que Laura Story fue elegida como vocalista femenina del año.

## Discografía
Álbumes de estudio
| Año  | Álbum               | Máxima posición en listas  | Máxima posición en listas           | Máxima posición en listas | Máxima posición en listas | Máxima posición en listas | Máxima posición en listas |
| Año  | Álbum               | Billboard Christian Albums | Billboard Christian & Gospel Albums | Billboard Top Heatseekers | Billboard Folk Albums     | Billboard Current Albums  | Billboard 200             |
| ---- | ------------------- | -------------------------- | ----------------------------------- | ------------------------- | ------------------------- | ------------------------- | ------------------------- |
| 2002 | Indescribable       | —                          | —                                   | —                         | —                         | —                         | —                         |
| 2005 | There Is Nothing    | —                          | —                                   | —                         | —                         | —                         | —                         |
| 2008 | Great God Who Saves | 25                         | 28                                  | 25                        | —                         | —                         | —                         |
| 2011 | Blessings           | 1                          | 1                                   | —                         | 1                         | 28                        | 30                        |

Sencillos
| Año                                                      | Sencillo              | Máxima posición en listas | Máxima posición en listas        | Máxima posición en listas    | Máxima posición en listas         | Máxima posición en listas      | Máxima posición en listas   | Máxima posición en listas   | Máxima posición en listas   | Máxima posición en listas                | Álbum               |
| Año                                                      | Sencillo              | Billboard Christian Songs | Billboard Christian AC Indicator | Billboard Christian AC Songs | Billboard Christian Digital Songs | Billboard Christian Hot AC/CHR | Billboard Christian Soft AC | Billboard Heatseekers Songs | Billboard Hot Singles Sales | Billboard Bubbling Under Hot 100 Singles | Álbum               |
| -------------------------------------------------------- | --------------------- | ------------------------- | -------------------------------- | ---------------------------- | --------------------------------- | ------------------------------ | --------------------------- | --------------------------- | --------------------------- | ---------------------------------------- | ------------------- |
| 2008                                                     | «Mighty To Save»      | 9                         | —                                | 7                            | —                                 | —                              | —                           | —                           | —                           | —                                        | Great God Who Saves |
| 2008                                                     | «Immortal, Invisible» | —                         | —                                | —                            | —                                 | —                              | 6                           | —                           | —                           | —                                        | Great God Who Saves |
| 2009                                                     | «Emmanuel»            | 18                        | —                                | —                            | —                                 | —                              | —                           | —                           | —                           | —                                        | Sencillo            |
| 2011                                                     | «Blessings»           | 1                         | 2                                | 1                            | 1                                 | 29                             | 1                           | 18                          | 25                          | 7                                        | Blessings           |
| 2012                                                     | «What A Savior»       | 5                         | 15                               | 8                            | 38                                | —                              | 10                          | —                           | —                           | —                                        | Blessings           |
| "—" denota que el lanzamiento no logró entrar en listas. |                       |                           |                                  |                              |                                   |                                |                             |                             |                             |                                          |                     |

## Premios y nominaciones
| Año  | Premio                           | Categoría                                       | Trabajo nominado      | Resultado |
| ---- | -------------------------------- | ----------------------------------------------- | --------------------- | --------- |
| 2012 | Premios Grammy                   | Mejor canción de música cristiana contemporánea | «Blessings»           | Ganadora  |
| 2006 | GMA Dove Awards                  | Canción del año                                 | «Indescribable»       | Nominada  |
| 2006 | GMA Dove Awards                  | Canción de adoración del año                    | «Indescribable»       | Nominada  |
| 2009 | GMA Dove Awards                  | Vocalista femenina del año                      | Laura Story           | Nominada  |
| 2009 | GMA Dove Awards                  | Canción inspiracional del año                   | «Bless The Lord»      | Nominada  |
| 2009 | GMA Dove Awards                  | Álbum inspiracional del año                     | Great God Who Saves   | Ganadora  |
| 2009 | GMA Dove Awards                  | Álbum de alabanza y adoración del año           | Great God Who Saves   | Nominada  |
| 2010 | GMA Dove Awards                  | Vocalista femenina del año                      | Laura Story           | Nominada  |
| 2011 | GMA Dove Awards                  | Vocalista femenina del año                      | Laura Story           | Nominada  |
| 2012 | GMA Dove Awards                  | Canción del año                                 | «Blessings»           | Ganadora  |
| 2012 | GMA Dove Awards                  | Vocalista femenina del año                      | Laura Story           | Nominada  |
| 2012 | GMA Dove Awards                  | Artista del año                                 | Laura Story           | Nominada  |
| 2012 | GMA Dove Awards                  | Canción pop/contemporánea del año               | «Blessings»           | Ganadora  |
| 2012 | GMA Dove Awards                  | Álbum pop/contemporáneo del año                 | Blessings             | Ganadora  |
| 2014 | GMA Dove Awards                  | Canción inspiracional del año                   | «Who is Like Our God» | Nominada  |
| 2015 | GMA Dove Awards                  | Canción inspiracional del año                   | «O Love Of God»       | Ganadora  |
| 2016 | GMA Dove Awards                  | Canción inspiracional del año                   | «Till I Met You»      | Ganadora  |
| 2016 | GMA Dove Awards                  | Álbum de Navidad del año                        | God With Us           | Nominada  |
| 2012 | Billboard Music Awards           | Mejor artista cristiano                         | Laura Story           | Nominada  |
| 2012 | Billboard Music Awards           | Mejor álbum cristiano                           | Blessings             | Nominada  |
| 2012 | Billboard Music Awards           | Mejor canción cristiana                         | «Blessings»           | Ganadora  |
| 2013 | K-LOVE Fan Awards                | Artista femenina del año                        | Laura Story           | Nominada  |
| 2013 | K-LOVE Fan Awards                | Artista revelación del año                      | Laura Story           | Nominada  |
| 2013 | BMI Christian Music Awards       | Una de las canciones más sonadas de la radio    | «What a Savior»       | Ganadora  |
| 2012 | About.com Readers' Choice Awards | Mejor artista inspiracional                     | Laura Story           | Nominada  |
| 2012 | Premios AMCL                     | Canción góspel/contemporánea del año            | «Blessings»           | Nominada  |